# Willibald Hauthaler
Willibald Hauthaler OSB (bürgerlicher Name Kaspar Hauthaler, * 5. Januar 1843 in Nußdorf am Haunsberg; † 10. Dezember 1922 in Salzburg) war Abt des Benediktinerstiftes Sankt Peter in Salzburg und Historiker.

## Leben
Der Sohn der Bauern Maximilian und Elisabeth Hauthaler besuchte das Privatgymnasium Borromäum und trat 1862 in das Stift St. Peter ein. Von 1866 bis 1869 studierte er in Salzburg Theologie und von 1872 bis 1874 an der Universität Innsbruck bei Julius von Ficker und Karl Friedrich Stumpf-Brentano Geschichte und Geographie. 1868 wurde er zum Priester geweiht. 
Er war bereits als Novize Gehilfe in Archiv und Bibliothek; nach dem Innsbrucker Studium wirkte er über Jahrzehnte hinweg als Archivar. Er war auch Professor an der Salzburger Schule, die er selber absolviert hatte: Von 1874 bis 1901 war er im Lehrkörper des Borromäums.
1901 wurde er zum 82. Abt seines Klosters gewählt. Zugleich war er bis zu seinem Tod geborener Präses der Österreichischen Benediktinerkongregation vom hl. Joseph. Ebenso ging mit der Abtswürde der Titel Propst der Propstei Wieting im Görtschitztal einher; die Propstei gehört zusammen mit ihrem Wald zum Besitz von St. Peter. 
Während seiner Amtszeit begann infolge des Ersten Weltkriegs die finanzielle Misere des Stiftes (Zeichnung hoher Beträge in Kriegsanleihen).
Straßen in den Salzburger Stadtteilen Mülln und Maxglan sind nach Willibald Hauthaler benannt.

## Schriften (Auswahl)
- Ein Miscellancodex des neunten Jahrhunderts. In: Zentralblatt für Bibliothekswesen 10 (1893), S. 71–81 (online).
- Ein Salzburger Registerbuch des XIV. Jahrhunderts. Salzburg 1893, OCLC 718556103.
- Cardinal Matthäus Lang und die religiös-sociale Bewegung seiner Zeit (1517–1540). Salzburg 1895/1896, OCLC 635312777.
- als Herausgeber: Traditionscodices. Salzburg 1910, OCLC 163083589.
- als Herausgeber: Urkunden von 790–1199. Salzburg 1916, OCLC 163083593.